# セルロイド
セルロイド（英: celluloid）は、ニトロセルロース（硝化綿）と可塑剤となる樟脳を主原料とする合成樹脂。世界初の高分子プラスチックである。象牙の代替品として開発され、20世紀前半には生活用品等に多く使われた。
セルロイドは消防法における第5類危険物に属し、20kgを超える貯蔵には消防署への届け出が義務付けられる。

昭和中期まで広く市場に出回っていた、セルロイド製の乳児用おきあがりこぼし

## 歴史
ニトロセルロース（硝化綿）と樟脳を主原料とする合成樹脂の発明者については諸説あるが、セルロイドという名称はジョン・ウェズリー・ハイアットによって商標登録されたものである。
- 1856年にイギリス人アレキサンダー・パークス（Alexander Parkes、1818-1890）によって作られた。パークスはこれを「パークシン」と命名して売り出したがコストの問題から失敗に終わった。
- 1870年にアメリカのジョン・ウェズリー・ハイアット（1837–1920）がビリヤードボールの原料として実用化に成功し、彼の製造会社の商標としてセルロイドという名前が登録された。

最初は象牙の代替品としてビリヤードの球が開発されたが、コルセットや義手義足などにも利用されるようになった。その後、20世紀の半ばまで、食器の取っ手や万年筆の筒や眼鏡のフレーム、洋服の襟（カラー）やおもちゃ、筆箱、飾り物などに広く利用された。
1880年代後半からセルロイドは乾板に代わって写真フィルムとして使われるようになった。乾板に使われているガラス板は重く、また壊れやすいというデメリットがあった。それらの製造技術を開発したハンニバル・グッドウィン(Hannibal Goodwin)の会社が現在のイーストマン・コダック社の前身である。
日本では1877年頃に輸入が開始され、1908年には国産化されるようになった。
1889年、昇光舎が、セルロイドの生産をはじめた。
1910年、堺セルロイド（株）が、アメリカ式で生産をはじめた。
1911年7月、日本セルロイド人造絹糸（株）がドイツ方式でセルロイドの量産をはじめた。
1919年9月8日、大日本セルロイド（株）設立（堺セルロイド（株）・日本セルロイド人造絹糸（株）など8社の合併による。本社大阪。資本金1250万円。社長森田茂吉）。
1955年、セルロイド製品の火災事故が多発していた事を受けアメリカで可燃物質規制法が成立。これにより日本製のセルロイド玩具などは全てアメリカへ輸出できなくなった。またアメリカから広まったセルロイド製品の市場からの排除運動は世界へ広まり、世界的にセルロイドの製造や消費が落ち込むこととなった。
セルロイド最大の欠点は燃えやすいという性質で、業界では他の可塑剤も研究されたが見つからないままポリ塩化ビニルなどの後発の合成樹脂素材に取って代わられた。1996年以降、日本国内では生産されていない。

## 用途

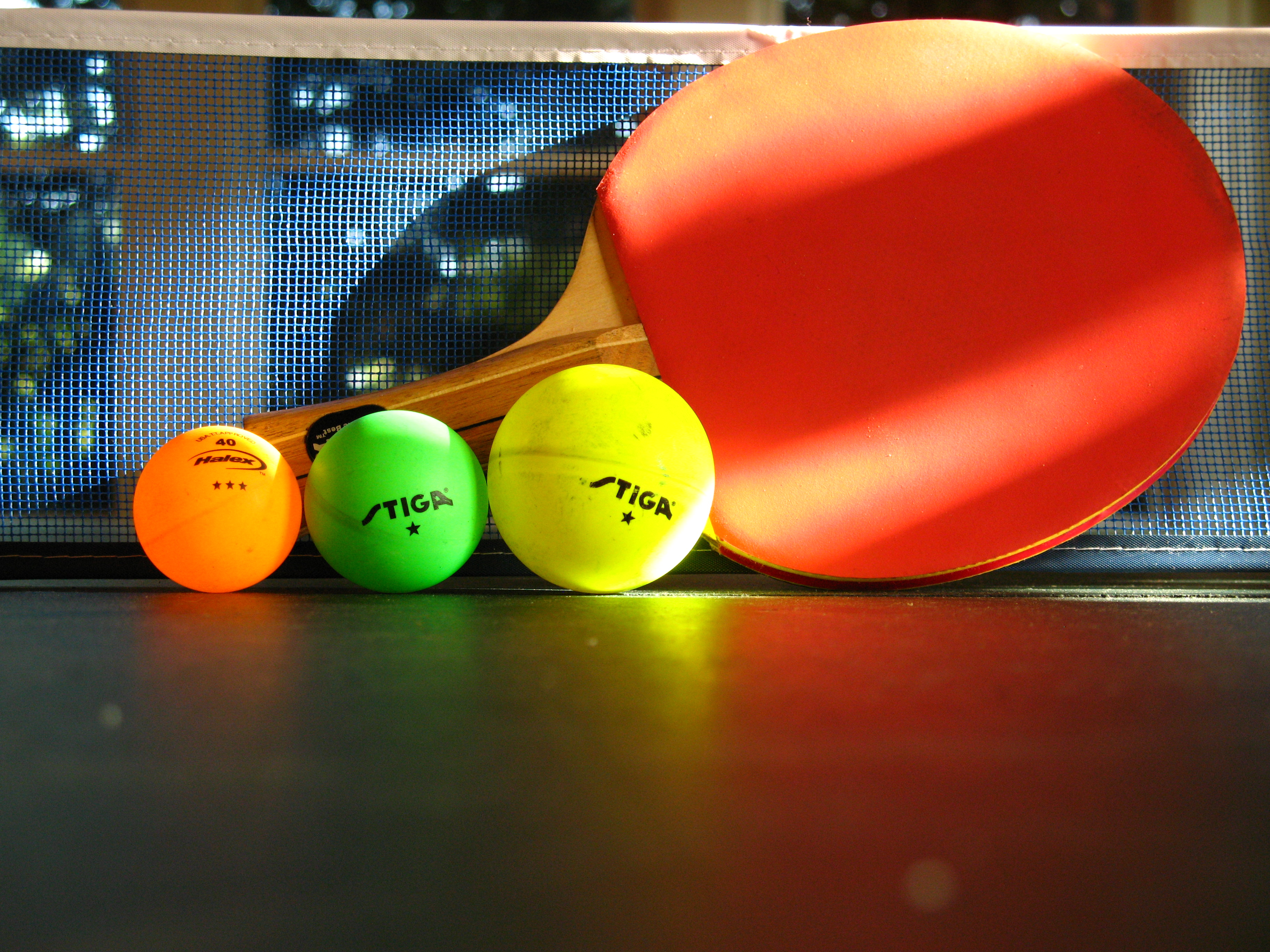
セルロイド製のピンポン玉

セルロイドは1930年代には文房具、工芸品、生活用品、玩具、映画フィルム、レコードなど25,000種類以上の製品に使用された。しかし、燃えやすく、新しい樹脂の開発によって次第に用いられることはなくなった。
パチンコの装飾板やピンポン玉などセルロイドの使用が規制された製品もある。ピンポン玉はオリンピックでは2012年ロンドンオリンピックで非セルロイド材質のものに切り替えられ、2014年に非セルロイドの材質で製造することがルールで義務化された。
現代では、ギターピック、高級眼鏡のフレーム(ロイド眼鏡)、万年筆のペン軸、装身具などに使われているにすぎない。またこのような分野においても、可燃性が無く環境に配慮した素材であるアセチルセルロース（アセチロイド）に代用される傾向がある。

### セル画
セルアニメの製作に使われるセルは、セルロイドのシートを使用していたため、1950年代にトリアセチルセルロース製の製品が使われるようになってからも「セル画」と呼ばれている。

### セルロイド人形
日本では東京府本田村（現・葛飾区）で1914年（大正3年）、人形などセルロイド製おもちゃの生産が始まり、多数が輸出された。発火しやすいことを問題視したアメリカ合衆国連邦政府の輸入禁止により、産業としては衰退。2002年に製造を再開した葛飾区の平井玩具製作所（外部リンク参照）が、2018年時点で日本唯一の生産会社である。
大正12年に作詞・野口雨情、作曲・本居長世のコンビが世に送り出した童謡「青い眼の人形」の歌詞中に、”アメリカ生まれのセルロイド”と歌われている。

## ギャラリー

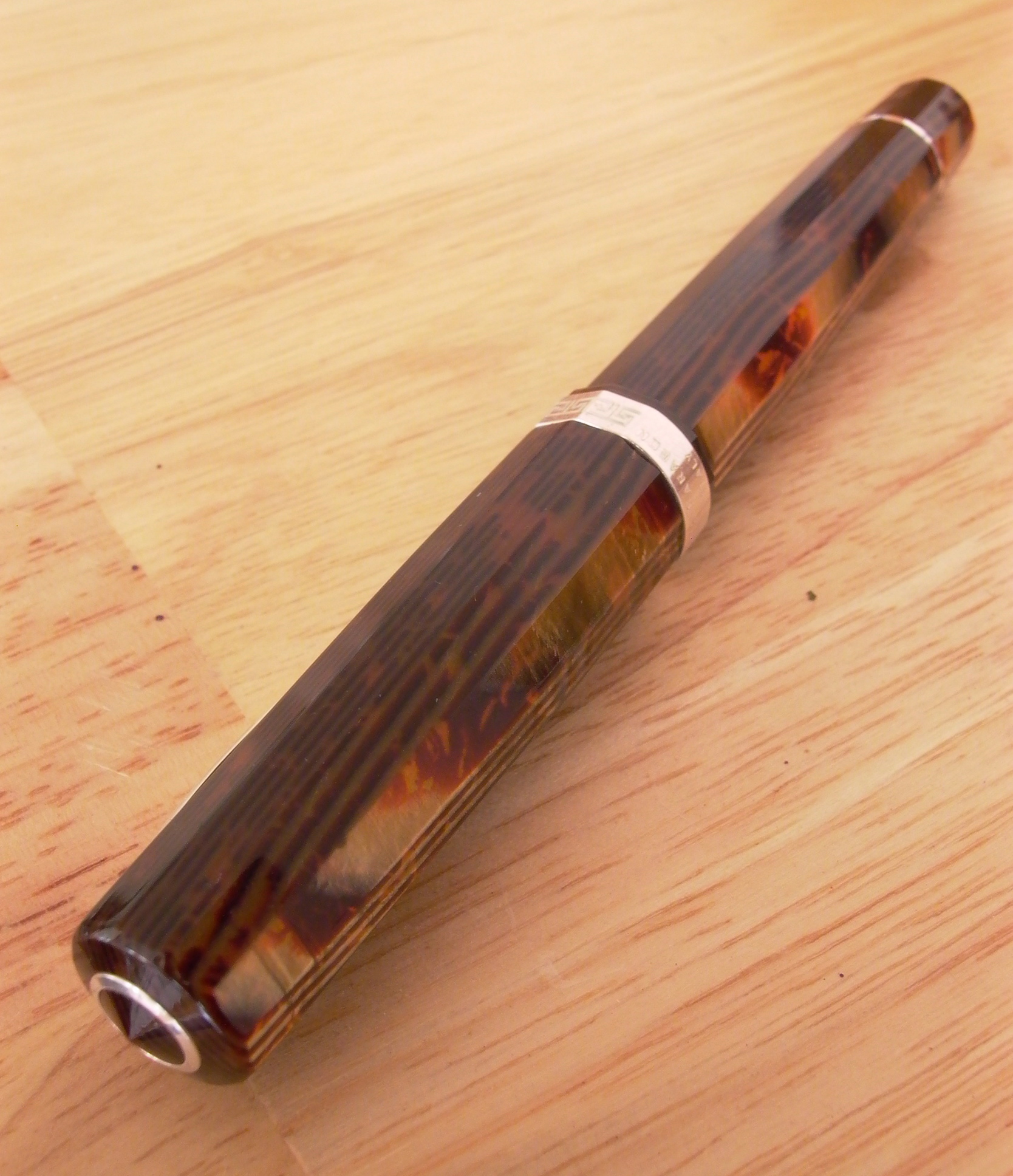
ペン軸
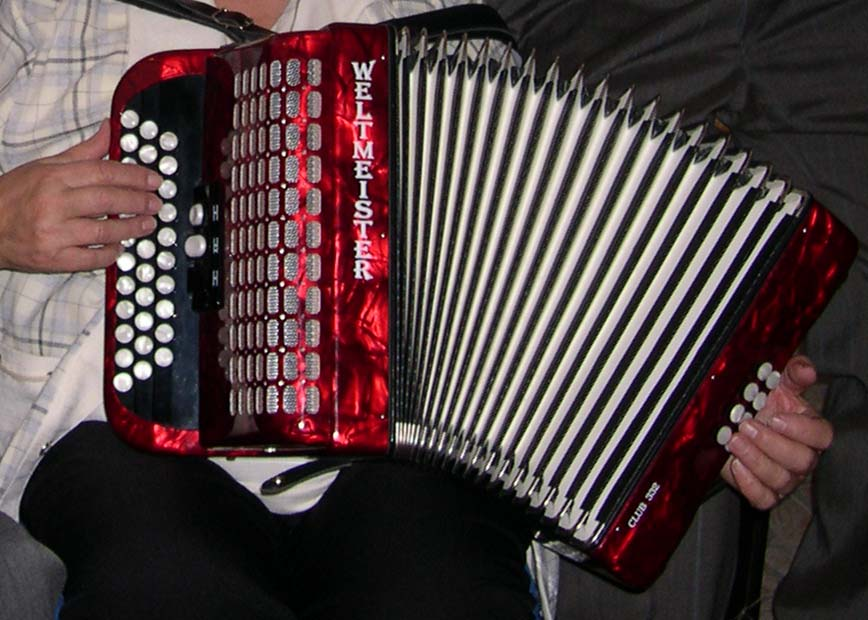
アコーディオン
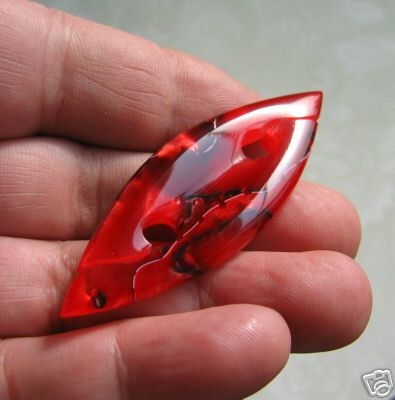
タティングレースのシャトル
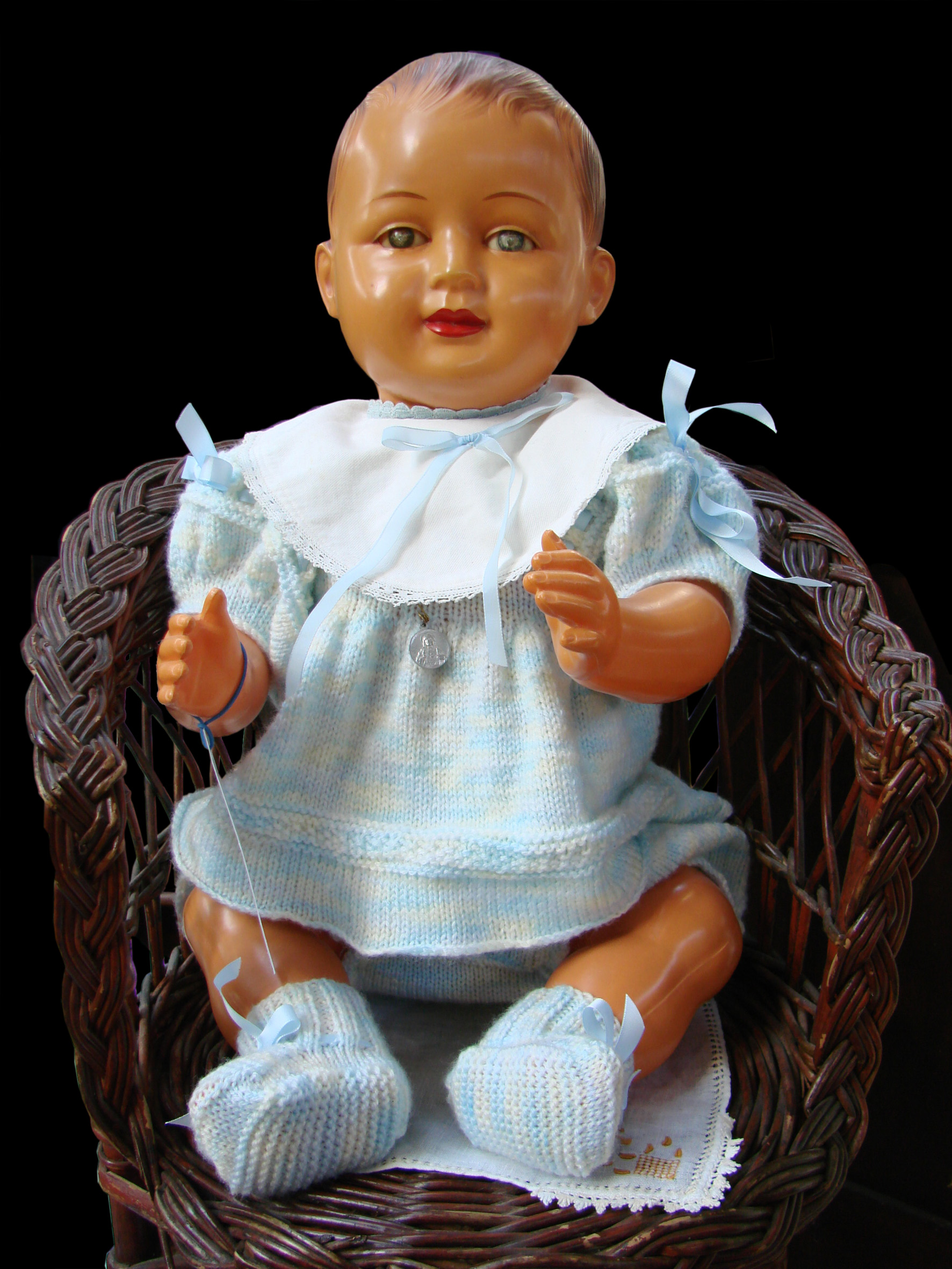
セルロイド人形
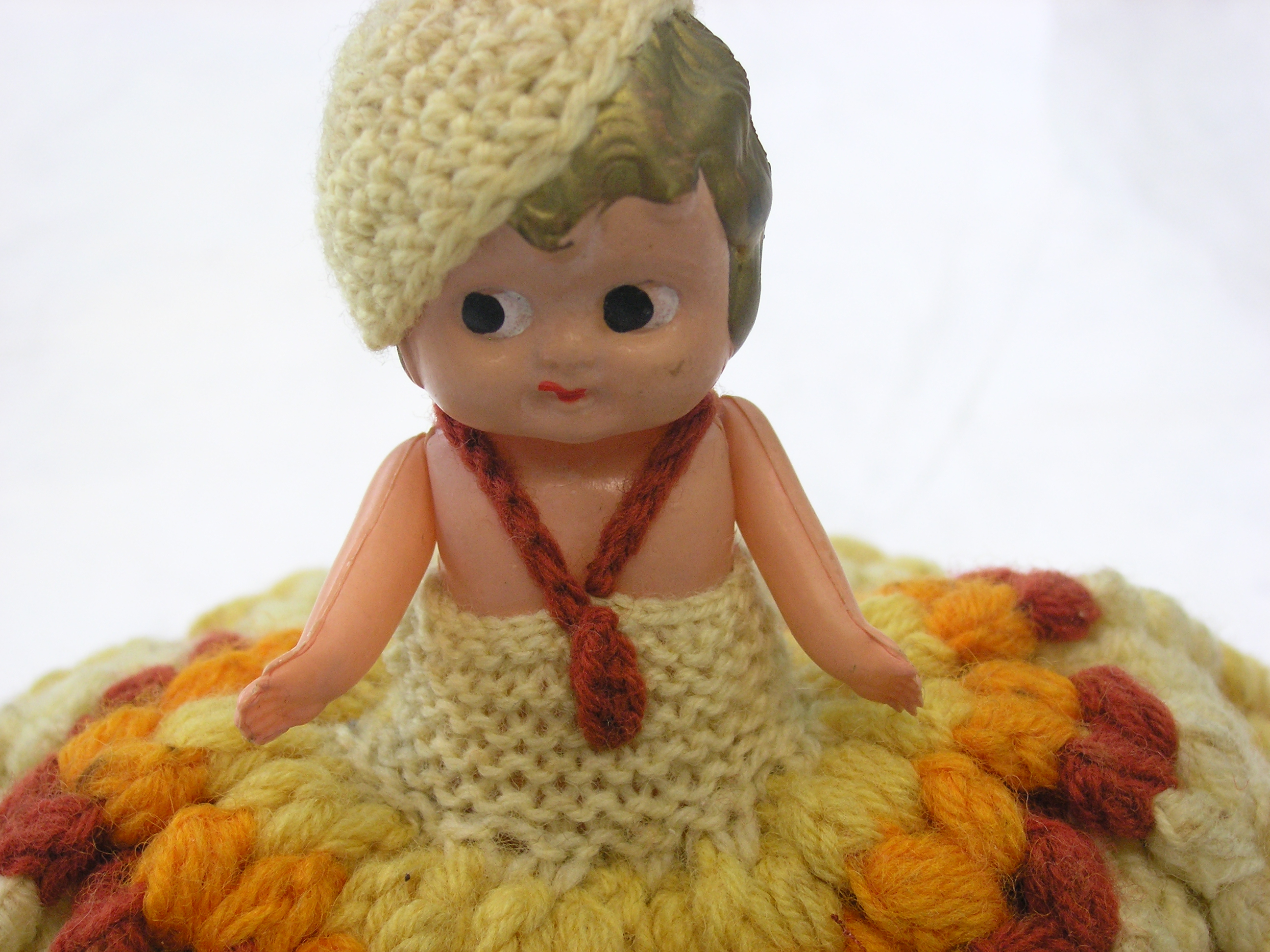
人形付きティー・コージー

## 特徴

### 加工
加熱（大体90℃）で軟化し、成形が簡単であることからかつて大量に使われた。

### 欠点
極めて燃え易く、摩擦熱などによって発火し易い。さらに光などで劣化し、耐久性が低いという欠点がある。

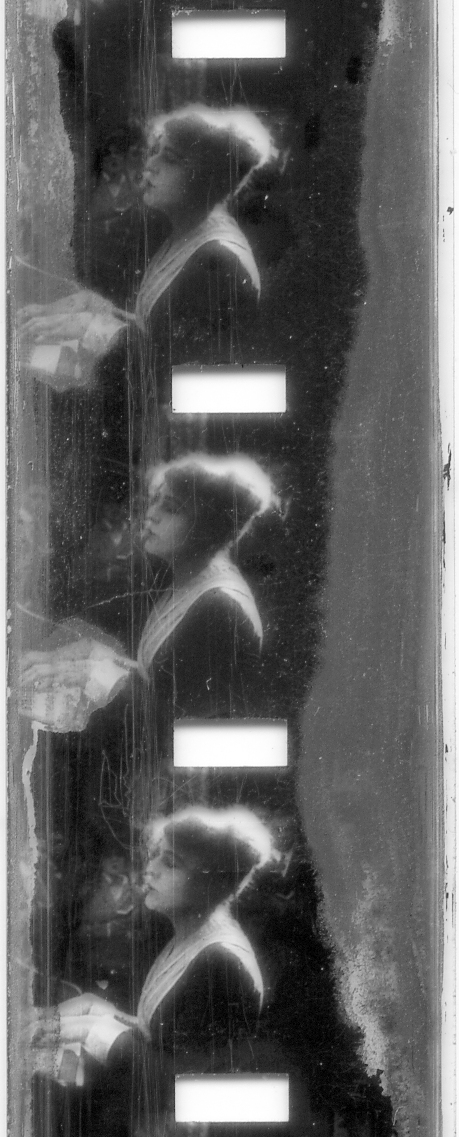
劣化が進んでいるセルロイド製の9.5mmフィルム

前者の欠点は致命的であり、セルロイド工場では素材の自己反応性による自然発火が、しばしば火災の原因となった。映画の初期作品（1950年代まで）はセルロイドをベースとしたフィルムで記録されており、映画館ではフィルム照明のアーク灯や電球の高温や摩擦によりセルロイドフィルムが発火するなどの事故も起きた。可燃性でフィルム自体が劣化しやすいセルロイドの特性は、フィルム原本の保管を基本とするフィルム保管施設の作品の長期アーカイブ上の課題となっている。また実際に日本では火災事故が起きている（フィルムセンター火災）。上述のとおり日本ではセルロイドは消防法の可燃性の規制対象物に指定され製造、貯蔵、取扱方法が厳しく定められている。
またセルロイド製品は長期にわたる光や酸素などの影響を受けると、元のセルロースと硝酸に分解・劣化して、ベトついたり、亀裂を生じたりしやすい。このため長期保存に向かず、無傷で現存しているアンティーク製品は多くはない。また分解過程で強酸性ガスを発生させ、セルロイド自身や周辺の金属などを腐食させる可能性がある。

### セルロイド製品が契機となった主な火災例
- 1931年（昭和6年）5月17日 - 群馬県金古町（現高崎市）の仮設映画館で火災。火元はフィルム。死者14人、重軽傷者37人[10]。
- 1932年（昭和7年）12月16日 - 東京府日本橋区 白木屋大火
- 1935年（昭和10年）3月16日 - 長崎県佐世保市の佐世保会館で映画上映中にフィルムから発火。館内がパニック状態となり死者1人、重軽傷者数10人[11]。
- 1937年（昭和12年）7月9日 - アメリカ合衆国ニュージャージー州 フォックス保管庫火災
- 1939年（昭和14年）5月9日 - 東京府板橋区志村にあった大日本セルロイド東京工場で火災。さらに隣接する日本火工の工場に延焼して爆発。死傷者約260人[12]。
- 1943年（昭和18年）3月6日 - 北海道倶知安町にあった映画館「布袋座」映写室から出火。死者208人（布袋座火災）[13]。
- 1951年（昭和26年）
  - 3月10日 - 熊本県大野村の公民館で映画を上映中にフィルムに引火して出火。公民館が全焼して死者5人、重傷6人、軽傷20数人[14]。
  - 5月19日 - 北海道浜中村にあった映画館「大原劇場」映写室から出火。死者42人[13]。
  - 7月26日 - 北海道札幌市内を走行中の札幌中央バスから出火。火元は車内にあった映画フィルムであった。死者12人、重軽傷者32人[15]。
  - 11月3日 - 愛媛県東宇和郡で走行中の国鉄バスから出火。火元は車内にあった映画フィルムであった。62人の乗客のうち死者32人、重軽傷者7人[15]。
- 1953年（昭和28年）6月25日 - 岡山県新加茂町倉見の加茂小学校分校で開かれた映画会で、上映中のフィルムが発火。木造藁葺の校舎が全焼して死者14人、重軽傷者23人[16]。
- 1954年（昭和29年）8月11日 - 東京都墨田区寺島町のセルロイド加工場で自然発火。木造二階建ての工場が全焼し、母子を含む5人が焼死[17]。
- 1965年 - アメリカ合衆国カリフォルニア州 MGM保管庫火災
- 1984年（昭和59年）9月3日 - フィルムセンター火災（前述）

## 博物館
横浜市港北区にセルロイド産業文化の研究・広報拠点となるセルロイドライブラリ・メモワールハウス（セルロイドハウス横濱館）があり世界有数のセルロイド博物館となっている。